# جون ديفين (دراج)
جون ديفين (بالإنجليزية: John Devine)‏ هو دراج أمريكي، ولد في 2 نوفمبر 1985 في ديكسون في الولايات المتحدة.

## وصلات خارجية
- جون ديفين على موقع أرشيف الدراجات (الإنجليزية)
- جون ديفين على موقع إحصائيات الدراجات الإحترافية (الإنجليزية)
- جون ديفين على موقع نسبة الدراجات (الإنجليزية)